# Shellie McMillon
Shellie McMillon jr. (Chicago, Illinois, 11 de marzo de 1936-11 de julio de 1980) fue un jugador de baloncesto estadounidense que disputó cuatro temporadas en la NBA. Con 1,96 metros de estatura, jugaba en la posición de ala-pívot.

## Trayectoria deportiva

### Universidad
Jugó durante su trayectoria universitaria con los Braves de la Universidad de Bradley, donde en 1958 fue incluido en el segundo mejor quinteto de la MVC, tras promediar 16,4 puntos y 9,8 rebotes por partido.

### Profesional
Fue elegido en la cuadragésimo segunda posición del Draft de la NBA de 1958 por Detroit Pistons, donde jugó tres temporadas completas, siendo la más destacada la 1960-61, en la que promedió 10,1 puntos y 6,2 rebotes por partido.
Con la temporada siguiente ya comenzada, fue traspasado a St. Louis Hawks, donde acabó la misma promediando 11,8 puntos y 6,3 rebotes por partido. Al año siguiente fue traspasado junto con Al Ferrari a los Chicago Packers a cambio de Ralph Davis y los derechos sobre Bill Bridges, pero no llegó a fichar por el equipo, retirándose del baloncesto.

## Estadísticas de su carrera en la NBA

### Temporada regular
| Temporada | Edad | Equipo          | Liga | P   | TIT | MIN  | TC  | TCA  | %TC  | TL  | TLA | %TL  | REB | ASIS | FP  | PTS  |
| 1958-59   | 22   | Detroit Pistons | NBA  | 48  |     | 14.6 | 2.6 | 6.0  | .439 | 1.1 | 2.2 | .529 | 5.9 | 0.5  | 2.3 | 6.4  |
| 1959-60   | 23   | Detroit Pistons | NBA  | 75  |     | 18.9 | 3.6 | 8.4  | .426 | 1.8 | 2.7 | .663 | 5.7 | 0.7  | 2.6 | 8.9  |
| 1960-61   | 24   | Detroit Pistons | NBA  | 78  |     | 21.0 | 4.1 | 9.6  | .428 | 1.8 | 2.6 | .697 | 6.2 | 1.3  | 3.1 | 10.1 |
| 1961-62   | 25   | TOTAL           | NBA  | 62  |     | 19.8 | 4.3 | 9.5  | .448 | 1.7 | 2.9 | .593 | 5.9 | 1.0  | 3.3 | 10.3 |
| 1961-62   | 25   | Detroit Pistons | NBA  | 14  |     | 13.6 | 1.9 | 5.9  | .313 | 1.4 | 2.6 | .556 | 4.6 | 0.4  | 2.6 | 5.1  |
| 1961-62   | 25   | St. Louis Hawks | NBA  | 48  |     | 21.6 | 5.0 | 10.6 | .470 | 1.8 | 3.0 | .603 | 6.3 | 1.1  | 3.4 | 11.8 |
| Total     |      |                 | NBA  | 263 |     | 18.9 | 3.7 | 8.6  | .434 | 1.7 | 2.6 | .634 | 6.0 | 0.9  | 2.8 | 9.1  |

### Playoffs
| Temporada | Edad | Equipo          | Liga | P | TIT | MIN | TC  | TCA  | %TC  | TL  | TLA | %TL  | REB  | ASIS | FP   | PTS  |
| 1958-59   | 22   | Detroit Pistons | NBA  | 3 |     | 54  | 4.7 | 15.3 | .304 | 3.3 | 4.0 | .833 | 9.3  | 0.0  | 10.7 | 12.7 |
| 1959-60   | 23   | Detroit Pistons | NBA  | 2 |     | 47  | 6.1 | 16.1 | .381 | 3.1 | 3.8 | .800 | 12.3 | 1.5  | 3.8  | 15.3 |
| 1960-61   | 24   | Detroit Pistons | NBA  | 4 |     | 67  | 7.0 | 14.5 | .481 | 7.0 | 9.7 | .722 | 4.8  | 3.8  | 8.6  | 21.0 |
| Total     |      |                 | NBA  | 9 |     | 168 | 6.0 | 15.2 | .394 | 4.7 | 6.2 | .759 | 8.4  | 1.9  | 7.9  | 16.7 |